# 国家消亡
国家消亡是弗里德里希·恩格斯提出的一个概念，指的是随着人类进入社会主义社会，国家将逐渐变成人类发展的阻碍，并最终不复存在，社会将在没有国家及执法者的情况下自行发展。

## 词源
这一措辞最早见于恩格斯所著的《反杜林论》中，他在其中写道：
当国家终于真正成为整个社会的代表时，它就使自己成为多余的了。当不再有需要加以镇压的社会阶级的时候，当阶级统治和根源于至今的生产无政府状态的生存斗争已被消除，而由此二者产生的冲突和极端行动也随着被消除了的时候，就不再有什么需要镇压了，也就不再需要国家这种特殊的镇压力量了。国家真正作为整个社会的代表所采取的第一个行动，即以社会的名义占有生产资料，同时也是它作为国家所采取的最后一个独立行动。那时，国家政权对社会关系的干预将先后在各个领域中成为多余的事情而自行停止下来。那时，对人的统治将由对物的管理和对生产过程的领导所代替。国家不是“被废除”的，它是自行消亡的。
随后，恩格斯在《家庭、私有制和国家的起源》中又写道：
所以，国家并不是从来就有的。曾经有过不需要国家、而且根本不知国家和国家权力为何物的社会。（中略）随着阶级的消失，国家也不可避免地要消失。在生产者自由平等的联合体的基础上按新方式来组织生产的社会，将把全部国家机器放到它应该去的地方，即放到古物陈列馆去，同纺车和青铜斧陈列在一起。

## 阐释

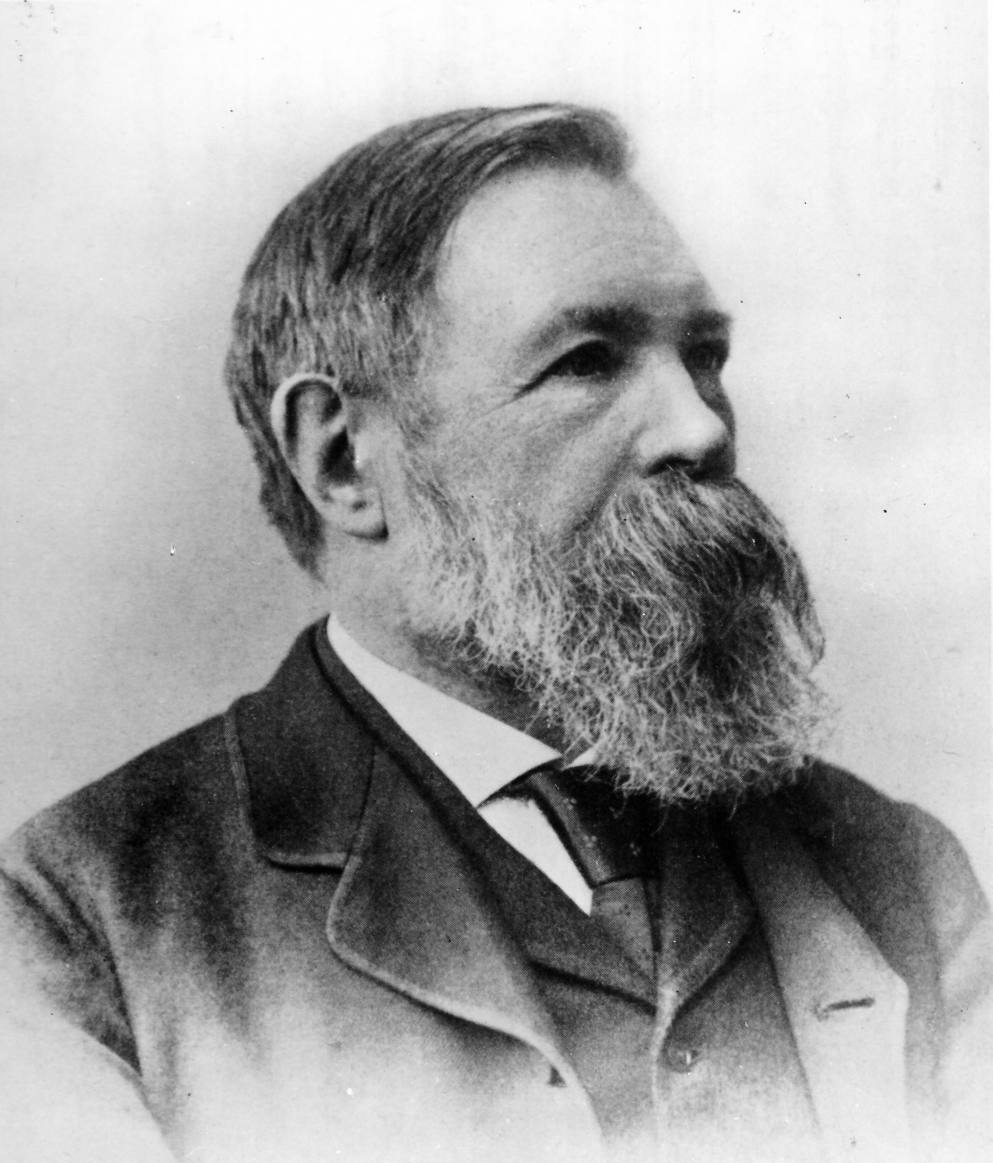
國家消亡理論提出者，弗里德裏希·恩格斯

尽管是恩格斯提出了这个概念，但他将其归于卡尔·马克思。而后来的其他马克思主义理论家则对这个概念做出了各自不同的阐释。根据这一概念，最终追求个性、自由和自我发展的人们将会消灭国家，创造出一种新的政体，也就是共产主义社会；而在向这一社会转变期间，存在一段暂时的无产阶级专政时期。
马克思视权力（特别是国家权力）为有产阶级进行阶级压迫的工具，而在共产主义的無國家社會中，由于所有阶级都被消灭，不会再有国家或国家权力，也不会有法律，社会会自行发展。
马克思主义的国家消亡这一概念既不同于无政府主义者支持的不经过无产阶级专政直接废除一切国家的理论，也不同于国有社会主义支持国家继续存在的理论。
弗拉基米尔·列宁支持国家消亡的观点，并在《国家与革命》中分析了恩格斯的论述。 约瑟夫·斯大林政府也有对这一概念进行提及，但其主张社会主义仅在一个国家内取得了胜利，因此时机还未成熟，反而应当加强国家政权的力量。这一概念因此在斯大林时期的苏联被边缘化。
1958年3月的成都会议上，毛泽东说：“首先是阶级消灭，而后是国家消灭，而后是民族消亡，全世界都如此。”

## 延伸阅读
- 王惠岩. . 中国人大网. 九届全国人大常委会法制讲座第十三讲. 2000-03-01  [2022-12-25]. （原始内容存档于2022-10-13） （中文（简体））.
- Bloom, Solomon F. . Journal of the History of Ideas. 1946, 7 (1): 113–121. JSTOR 2707273. doi:10.2307/2707273.
- Hardcastle, Edgar. . Socialist Standard (大不列颠社会党). March 1946  [2022-12-24]. ISSN 0037-8259. （原始内容存档于2023-01-30）.
- Jović, Dejan. . Purdue University Press. 2008. ISBN 978-1557534958 （英语）.
- Surin, Kenneth. . Social Text. 1990, 27 (27): 35–54. JSTOR 466306. doi:10.2307/466306.